# Fauna d'Estònia

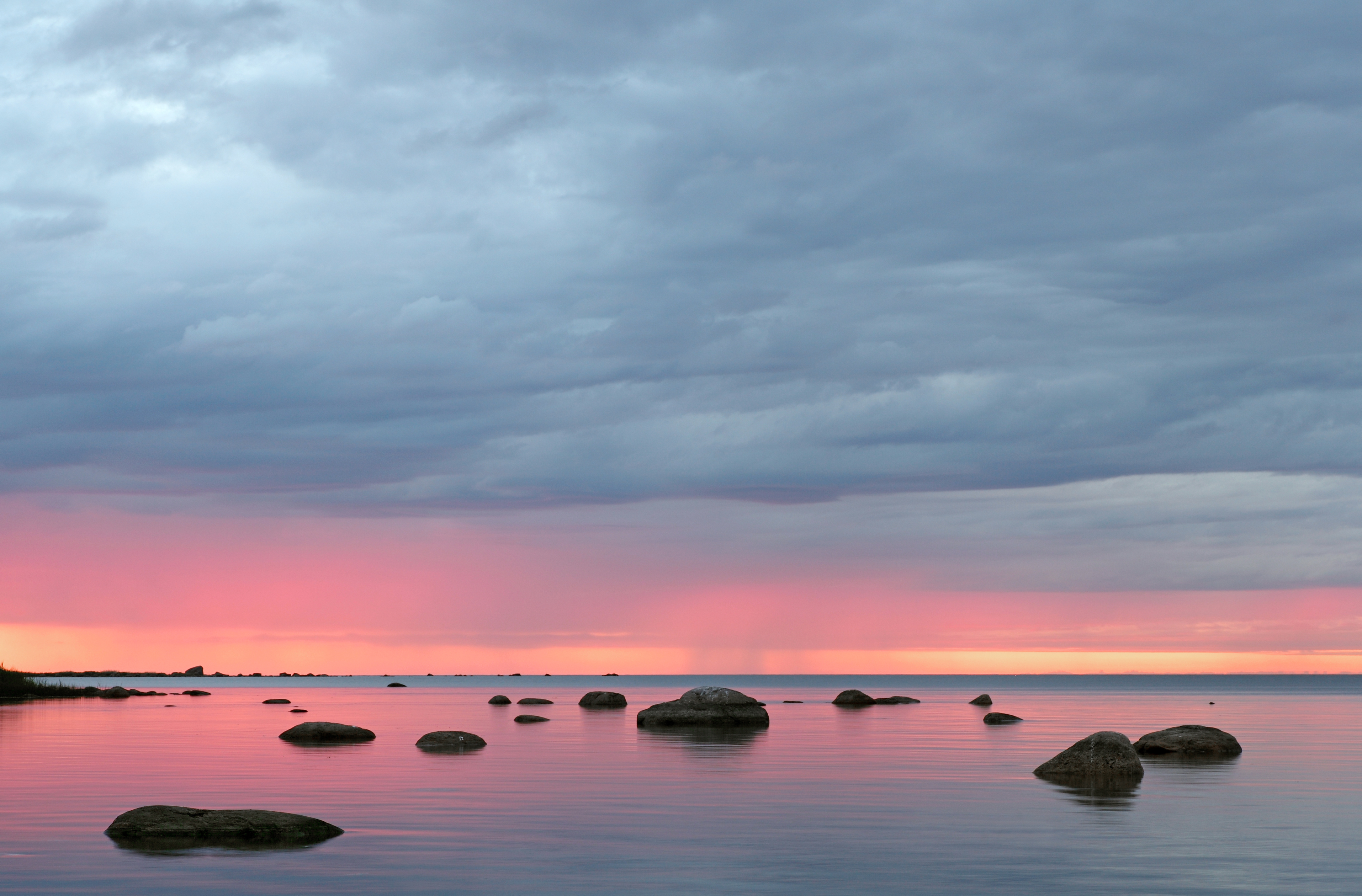
Parc Nacional de Lahemaa

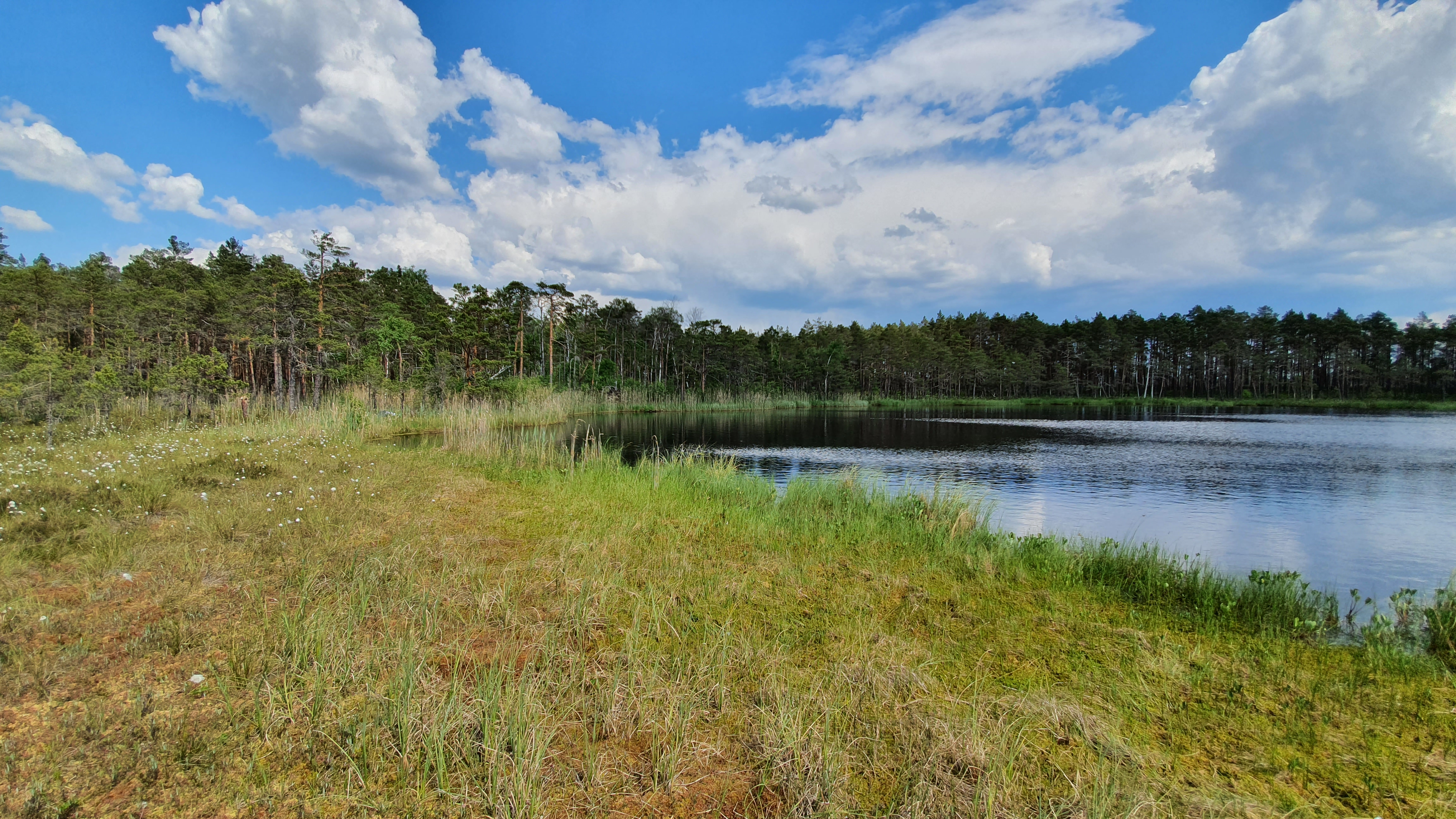
Parc Nacional de Soomaa

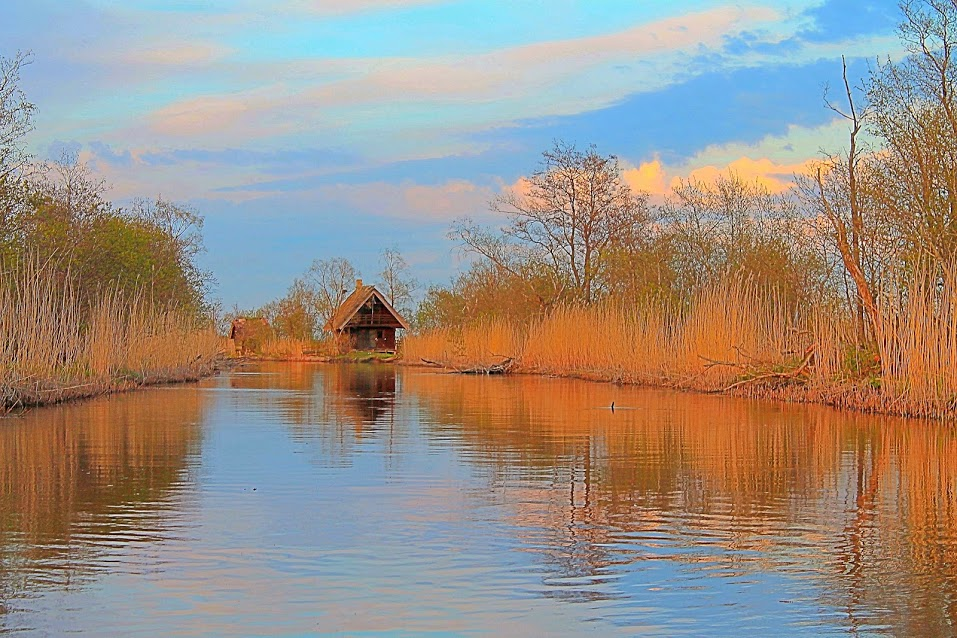
Parc Nacional de Matsalu

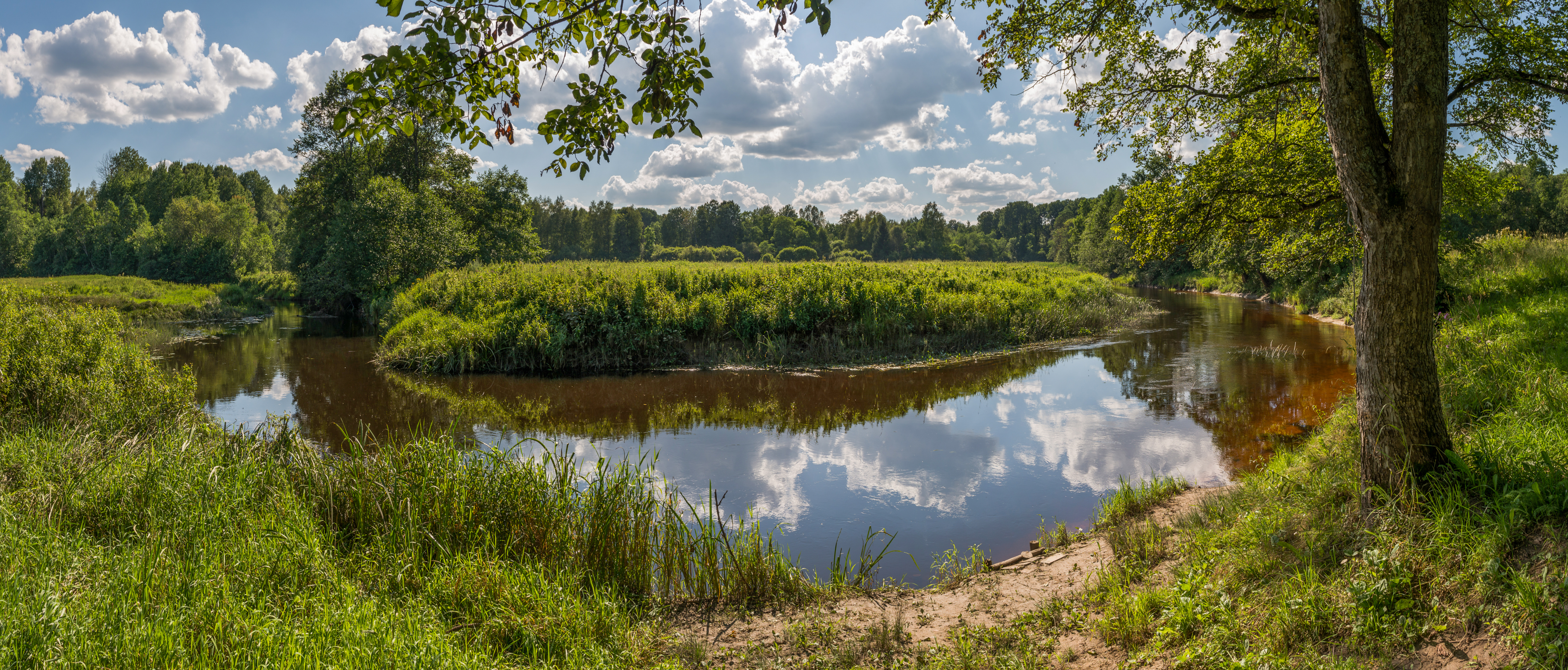
Reserva Natural d'Alam-Pedja

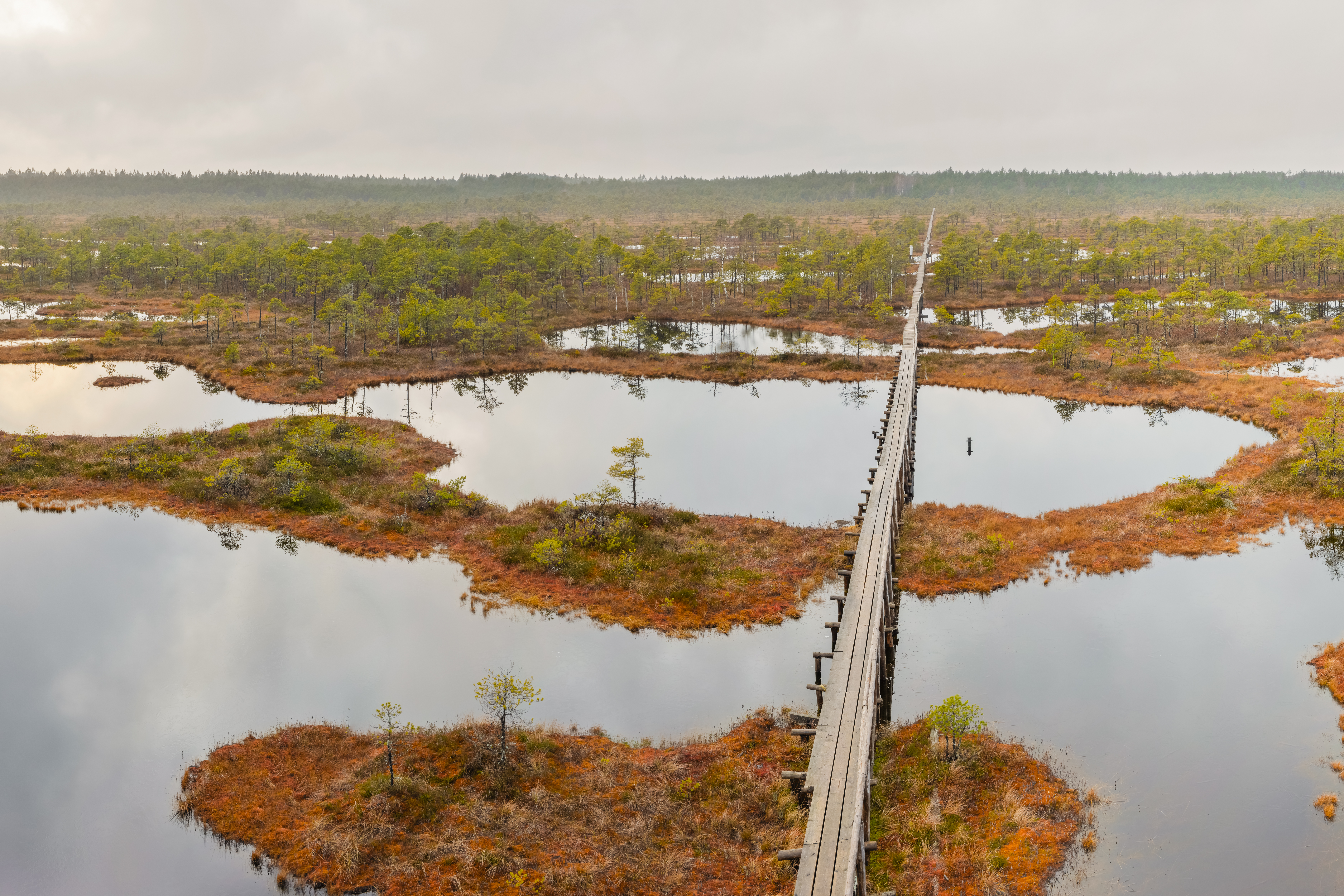
Reserva Natural d'Endla

Estònia és un país petit i densament boscós situat a la riba del mar Bàltic. Forma part de la regió eurosiberiana del regne paleàrtic terrestre i de l'ecoregió marina temperada de l'Atlàntic Nord. Fitogeogràficament, Estònia es reparteix entre les províncies d'Europa Central i Europa Oriental de la Regió Circumboreal, dins del Regne Boreal. Segons el WWF, el territori d'Estònia pertany a l'ecoregió de Boscos mixtos sarmàtics.
L'escassa població d'Estònia i les seves extenses àrees forestals han permès la supervivència de poblacions de linx europeu, senglar, ós bru i ant, entre altres animals. S'estima que Estònia té una població de llops d'uns 200 exemplars, cosa que es considera lleugerament superior al rang òptim de 100 a 200. L'avifauna estoniana es caracteritza per aus marines rares com l'èider de Steller (Polysticta stelleri), l'oca petita (Anser erythropus) i el tètol cuanegre (Limosa limosa); aus de zones humides com el becadell comu (Gallinago media); aus de terres obertes i seques com la guatlla maresa eurasiàtica ó (Crex crex) i el gaig blau (Coracias garrulus); i grans rapinyaires com l'aguila cridanera (Aquila clanga).
Estònia compta amb cinc parcs nacionals, incloent-hi el Parc Nacional Lahemaa, a la costa nord, el més gran. El Parc Nacional Soomaa, entre Pärnu i Viljandi, és conegut per les seves zones humides. Reserves com la Reserva d'Aus de la Badia de Käina i el Parc Nacional Matsalu, zona humida d'importància internacional segons la Convenció de Ramsar (tractat internacional per a la conservació i l'ús sostenible de les zones humides') també són populars entre residents locals i turistes i alberguen una gran varietat d'aus.

## Diversitat
A Estònia hi ha més de 28.000 espècies, de les quals 1.523 pertanyen a la Llista Vermella de la UICN europea. La major part del país està formada per llits de roca calcària, torberes i boscos. Al voltant d'un 49% del país està cobert de boscos, el 7,6% són torberes i el 3% són prats o pastures. Estan protegits al voltant del 18% dels boscos, el 65% dels prats i el 69% de les torberes.

## Vertebrats

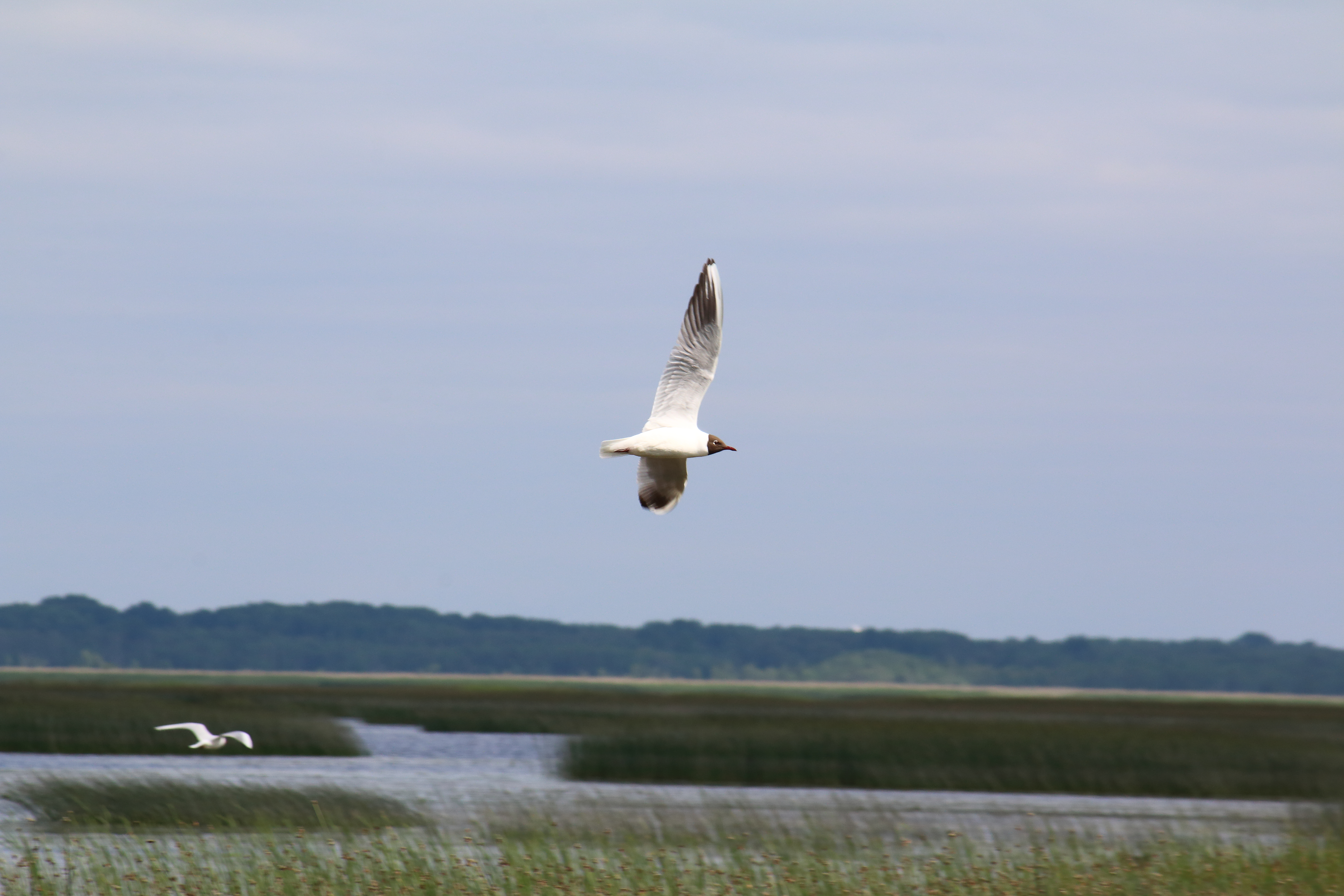
Aus al Parc Nacional de Matsalu

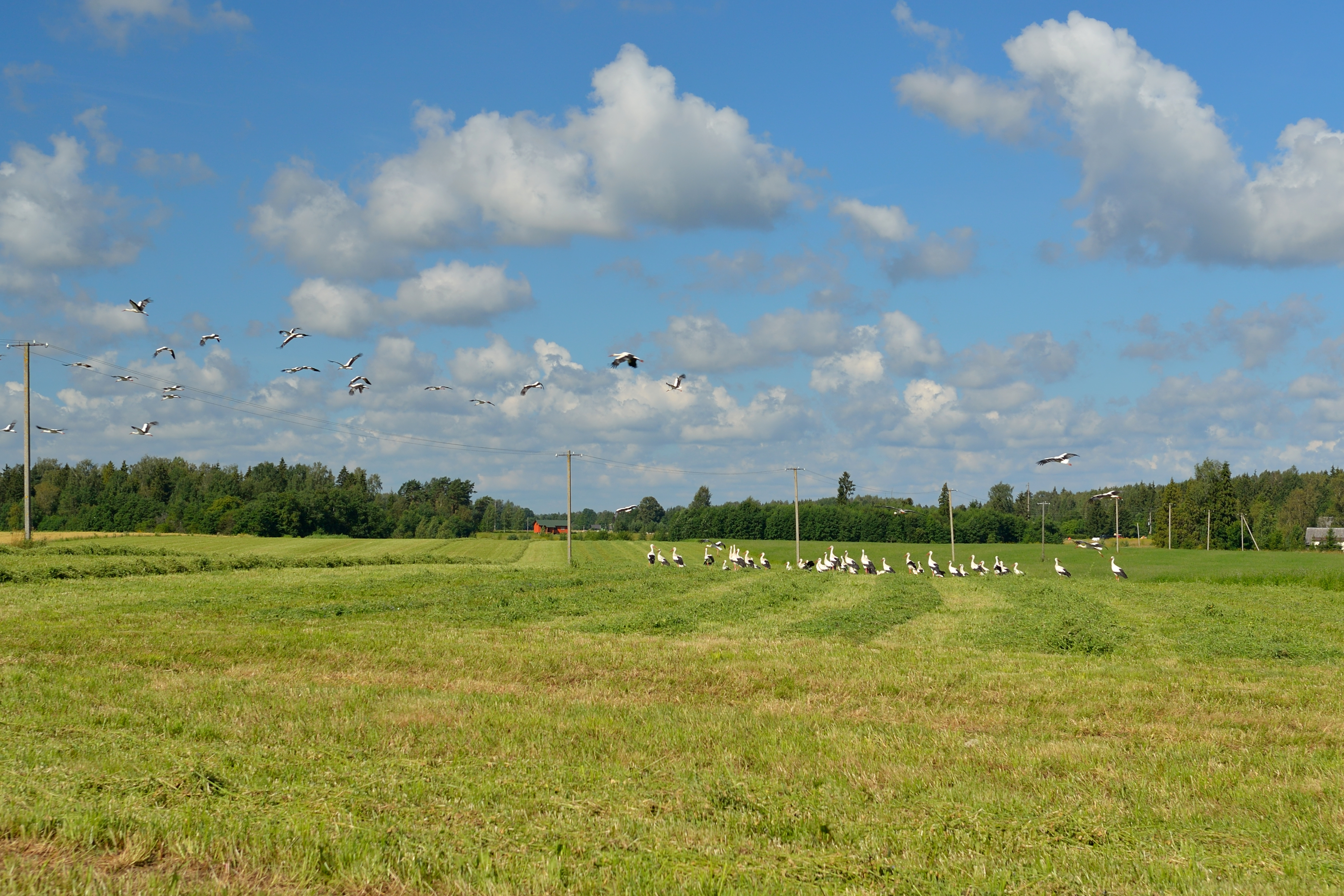
Cigonya blanca a la localitat de Palvere

Les poblacions més grans d'ossos es troben al nord-est d'Estònia, als comtats d'Ida-Viru i Lääne-Viru. El nombre d'ossos, linxs i llops es va veure afectat durant l'ocupació soviètica, ja que aquests animals van ser objecte d'una intensa persecució. Després de la protecció, el nombre dels grans carnívors va assolir el seu punt màxim a principis de la dècada de 1990, però des de llavors ha disminuït lleugerament a causa de l'augment de la pressió cinegètica. El 2008, Estònia albergava aproximadament 620 ossos bruns, 760 linxs i 135 llops. A principis del 2010, entre els grans ungulats es trobaven 48.040 cabirols (enfront dels 63.000 del 2009), 11.741 ants europeus, 2.831 cérvols rojos i 22.642 senglars.
Entre les seves aus destaquen les àguiles daurades i les cigonyes blanques. Compta amb al voltant d'una dotzena de parcs nacionals i àrees protegides, incloent-hi el Parc Nacional Lahemaa, el parc més gran del país, a la costa nord. El Parc Nacional Soomaa, prop de Pärnu, és conegut per les seves antigues zones humides. Reserves com la Reserva d'Aus de la Badia de Käina i la Reserva Natural de Matsalu (zona humida d'importància internacional segons la Convenció de Ramsar) també són populars entre locals i turistes i alberguen una gran varietat d'aus al ser un dels punts de parada més grans i importants a la tardor per a les aus migratòries d'Europa.

## Invertebrats
La taula següent ofereix una visió general del nombre d'espècies de grups d'invertebrats seleccionats.
| Grup           | Espècies conegudes | Nombre estimat d'espècies |
| -------------- | ------------------ | ------------------------- |
| Ameboide       | 68                 | 140                       |
| Mastigophora   | 89                 | 200                       |
| Apicomplexa    | 13                 | 50                        |
| Ciliophora     | 176                | 300                       |
| Porifera       | 3                  | 6                         |
| Hydrozoa       | 5                  | 8                         |
| Scyphozoa      | 3                  | 3                         |
| Turbellaria    | 55                 | 200                       |
| Monogenea      | 73                 | 40                        |
| Digenea        | 110                | 130                       |
| Nemertea       | 110                | 140                       |
| Gastrotricha   | 6                  | 40                        |
| Rotifera       | 230                | 500                       |
| Nematoda       | 200                | 500                       |
| Nematomorpha   | 1                  | 5                         |
| Kinorhyncha    | 1                  | 3                         |
| Acanthocephala | 14                 | 40                        |
| Priapulida     | 1                  | ?                         |
| Polychaeta     | 6                  | ?                         |
| Oligochaeta    | 103                | 200                       |
| Bryozoa        | 7                  | 15                        |
| Gastropoda     | 74                 | 80                        |
| Bivalvia       | 62                 | 70                        |
| Crustacea      | 326                | 356                       |
| Arachnida      | 786                | 2055                      |
| Myriapoda      | 38                 | 50                        |
| Tardigrada     | 1                  | 50                        |
| Insecta        | ~10000             | 20000-21000               |